# 魯思·埃利斯
露丝·埃利斯（英語：Ruth Ellis，1926年10月9日—1955年7月13日）是一名英国應召女郎和夜總會女老闆。她是英国最后一位被绞死的妇女，因为她被判谋杀了她的情人大卫·布莱克利。
在她的童年时期，埃利斯的家人从萊爾搬到了漢普郡的貝辛斯托克，并于1941年搬到了伦敦的汉普斯特德。在她十几岁的时候，她进入了伦敦夜总会從事女招待，此時後她與多名男子來往，其中就包括已經與另一名女子订婚的赛车手大卫·布莱克利。
1955年4月10日，埃利斯在汉普斯特德的马格达拉公馆外开枪打死了布莱克利，她立即被一名休班警察逮捕。在1955年6月的审判中，她被认定犯有谋杀罪并被判处死刑。7月13日，她在霍洛威监狱被绞死。